# 아라지오
아라지오(본명: 고아라, 1990년 1월 2일 ~ )는 대한민국의 가수이다.

## 학력
- 백석예술대학교 보컬 전공

## 음반
- 2013년 K-Arirang
- 2013년 가슴이 철렁